# Heravanadu, Madikeri
Heravanadu là một làng thuộc tehsil Madikeri, huyện Kodagu, bang Karnataka, Ấn Độ.